# Tour Eugen Keidel
La tour Eugen Keidel, également nommée tour du Schauinsland, est une tour d'observation de 31 m au sommet du Schauinsland.
Elle a été construite en 1981. Elle est nommée en hommage à Eugen Keidel (1909-1991), maire de Fribourg-en-Brisgau de 1962 à 1982.